# Jorge Cruz Russek
Jorge Cristóbal Cruz Russek (El Paso, Texas; 29 de marzo de 1953) es un empresario mexicano que actualmente se desempeña como Presidente Municipal de Chihuahua.

## Biografía
Nacido en la ciudad de El Paso, Texas en los Estados Unidos el 29 de marzo de 1953, Cruz Russek es licenciado en Administración de Empresas egresado del Instituto Tecnológico y de Estudios Superiores de Monterrey y se dedicó a laborar en la iniciativa privada y a la actividad empresarial desde los años 70. Entre 1984 y 1985 fue presidente de la Coparmex en Chihuahua y durante la administración del gobernador Francisco Barrio Terrazas ocupó un puesto honorario para el desarrollo del Centro de Exposiciones y Convenciones de Chihuahua, y de 1997 al 2000 ocupó el cargo de tesorero del Comité Directivo Estatal del PAN en Chihuahua durante la gestión de Guillermo Luján Peña.
Durante la administración del gobernador César Duarte Jáquez presidió el Centro de Desarrollo Económico del estado de Chihuahua. En 2021, Cruz Russek fue registrado como candidato suplente de Marco Bonilla Mendoza a la presidencia municipal de Chihuahua para las elecciones de ese año, resultando electos. En 2024, al buscar Bonilla la reelección y separarse del cargo, Cruz pasó a ser presidente municipal a partir del 25 de marzo de ese año. 